# Schenefeld (Pinneberg)
Schenefeld é uma cidade da Alemanha localizada no distrito de Pinneberg, estado de Eslésvico-Holsácia.